# フランスの競馬
フランスの競馬（フランスのけいば）では、フランスにおける競馬について記述する。

## 歴史
- 1700年、貴族やイギリス大使が中心となってイギリス式の近代競馬（正式のルールと専用の施設（競馬場）に基づく競馬）が初めて開催される。
- 18世紀に入り、イギリスからのサラブレッドの輸入が始まる。
- 1775年3月9日、ブローニュの森の北にあるサブロン平原において、フランスで初めて競馬が行われる[1]。
- 1789年のフランス革命の影響で競馬開催は中断されたが、ナポレオン・ボナパルトが軍馬の品種改良を目的に復活させた。
- 1833年、独自のスタッドブックが創刊される。
- 同年11月11日、フランス馬種改良奨励協会（フランスギャロの前々身）が設立される[1]。
- 1834年5月4日、馬種改良奨励協会が主催する初めての競走がシャン・ド・マルス競馬場で行われる[1][2]。
- 同年5月15日、シャンティイ競馬場で初めて競馬が開催される。[1]。
- 1836年、シャンティイ競馬場においてジョッケクルブ賞が創設される。
- 1843年、シャンティイ競馬場においてディアヌ賞が創設される[1]。
- 1857年、ロンシャン競馬場が建設される。
- 1863年、ロンシャン競馬場においてフランス初の国際競走としてパリ大賞典が創設される。
- 1891年、法律によりブックメーカー方式の賭けが禁止される。賭けは競馬場内においてパリミュチュエル方式で行われることとなり、フランス場内馬券発売公社 (PMH、Pari Mutuel sur les Hippodromes) が設立される。
- 第一次世界大戦中、競馬開催は中断された。
- 1919年、フランス競馬協会全国連合会 (Fédération Nationale des Sociétés de Courses en France) が設立される[1]。
- 1920年、凱旋門賞が創設される[1]。
- 1930年、フランス場外馬券発売公社 (PMU、Pari Mutuel Urbain) が設立され、競馬場外での賭けが可能となる[1]。
- 1995年、競馬統括機関フランスギャロが誕生。
- 2010年、フランスの国内法改正により、PMU/PMH以外の企業が馬券を発売できるようになる。これに伴い新たに「Le Turf」が馬券発売を開始[3]。
- 2015年、9月にPMHが解散。以後はPMUが競馬場内の馬券についても取り扱う[4]。

## 特徴
- フランスでは日本同様賭け事が禁止されており、競馬は特別法に基づいて施行、運営が許されている。賭けはパリミュチュエル方式で行われ、平均控除率は約30%と高め。
- PMUの競馬関連の売上は96億3,620万ユーロ（2013年。約1兆3,490億円）。売上は2012年まで15年連続で増加していたが、2013年は前年比1.8%減となった[5]。隣国ドイツの100倍以上の売り上げを持つ上、ブックメーカーも排除されているため資金はヨーロッパで最も潤沢である。ただし、他のスポーツやギャンブルに比べ相対的に地位は低下してきているとされる。なお、売り上げの約98%は競馬場外でのものである。
- 競馬がパリ地区と地方地区に分かれている。統括機関は平地競走と障害競走の統括機関のフランスギャロ、速歩競走の統括機関のシュヴァルフランセがある。なお、地方競馬の施行は地方の各競馬協会が行っている。
- なお、パリ地区と地方地区の間を調整する上部組織として、フランス競馬全国連合がある。
- ノルマンディー地方を中心に馬産が盛ん。17000頭というヨーロッパ最大の競走馬生産頭数を誇り、外国への輸出も多い。トロッターやサラブレッドのほか、アラブ種（純血アラブ）やオートルクピュルサン (AQPS) なども多数生産する。サラブレッド生産頭数は5000頭程度（世界第7位・ヨーロッパでは第3位）。トロッターの生産頭数は約1万頭。
- ストライキなどにより開催ができず代替開催をする場合、予定にない開催のために観客を入れずにレースを行う場合がある。

## 駈歩競走
フランス・ギャロが統括。レース数は平地4000、障害2000程度で全体の40%程度を占める。基本的に富裕層にファンが多く、人気では速歩競走に劣るが、レース全体の賞金の高さは依然として駈歩競走の方が高い。また、特に格式の高い平地競走のG1レースは富裕層の社交場としての役割が非常に強く、めいっぱい御洒落をしてくる女性も多い。平地競走は比較的長距離レース重視。ジョッケクルブ賞などは短縮されてしまったが、下級戦の層の厚さは他国の比ではない。パリロンシャン競馬場で行われる凱旋門賞は世界最高峰のレースの一つとして名高く、イギリスやアイルランドなどからの参戦がある。
サラブレッドによる競走以外に、アラブ種（純血アラブ）による競走も行われている。 

### 平地競走
G1競走は計28競走
- クラシック
  - プール・デッセ・デ・プーラン
  - ジョッケクルブ賞
  - ロワイヤルオーク賞（古馬に開放）
  - プール・デッセ・デ・プーリッシュ
  - ディアヌ賞
  - パリ大賞典
- 凱旋門賞

#### 現在のフランスの主な平地競走のレース日程（G1競走のみ）
- 4月 - （第4週）ガネー賞
- 5月 - （第2週）プール・デッセ・デ・プーリッシュ、プール・デッセ・デ・プーラン（第4週）ヴィコンテッスヴィジエ賞、イスパーン賞
- 6月 - （第1週）ジョッケクルブ賞（第3週）ディアヌ賞
- 7月 - （第1週）サンクルー大賞（第2週）ジャンプラ賞（14日）パリ大賞典
- 8月 - （第1週）ロートシルト賞（第2週）モーリス・ド・ゲスト賞（第3週）ジャック・ル・マロワ賞（第4週）モルニ賞、ジャンロマネ賞
- 9月 - （第1週）ムーラン・ド・ロンシャン賞（第2週）ヴェルメイユ賞
- 10月 - （第1週）凱旋門賞ウィークエンド（ロワイヤリュー賞、カドラン賞、フォレ賞、アベイ・ド・ロンシャン賞、オペラ賞、マルセルブサック賞、ジャン・リュック・ラガルデール賞、凱旋門賞）（第4週）ロワイヤルオーク賞、クリテリウムドサンクルー、クリテリウムアンテルナシオナル

暦の関係上、開催が前の月に前倒しする時や、翌月にずれ込むことがあり、第○週と書いてあるものがずれることがよくある。よってあくまでも目安として判断していただきたい。イギリスやアイルランドの競馬と交流が盛んである。

### 障害競走
G1競走は計9競走。
- パリ大障害
- フェルディナン・デュフォール賞
- ラエ・ジュスラン賞
- モーリス・ジロワ賞
- オートゥイユ大ハードル
- ドートンヌ大賞（秋大賞）
- カンバセール賞
- ルノー・デュ・ヴィヴィエ賞
- アラン・デュ・ブレイユ賞

## 速歩競走
繋駕速歩競走と騎乗速歩競走に分かれ（走法は共にトロット）、共にシュヴァルフランセが統括している。売り上げは合計で全体の60%を占め、むしろフランスでは平地よりも速歩の方が人気があることが分かる。平地に比べれば庶民のファンが多い。1月にヴァンセンヌ競馬場で行われるアメリカ賞はフランス最大の競馬イベントとして認知されており、売り上げ、観客動員数などは凱旋門賞を上回っている。なお、他国ではマイルで行われることの多い繋駕速歩競走だが、フランスには4000mを越えるG1もある。
繋駕速歩競走は世界各地で行われているため外国との交流も盛ん。特にイタリア、スウェーデンなどと関係が深い。その他にベルギー、ドイツ、フィンランド、スイス、デンマーク、ノルウェー、オランダ、アメリカ合衆国、カナダなどから遠征馬が来ることもある。騎乗速歩競走はフランスほど大規模に試行している国は他にないが、ベルギーなどでも行われており交流がある。
競走馬は主にスタンダードブレッドとフランストロッターが使用される。

### 繋駕速歩競走のG1
- 12月 - クリテリウム3歳（ヴァンセンヌ）、クリテリウム・コンティナンタル（ヴァンセンヌ）
- 1月 - アメリカ賞（ヴァンセンヌ）
- 2月 - フランス賞（ヴァンセンヌ）、パリ賞（ヴァンセンヌ）、クリテリウム・デ・ジュンヌ（ヴァンセンヌ）
- 3月 - グランクリテリウム・ドゥ・ヴィテッセ（カーニュ・シュル・メール）、セレクシオン賞（ヴァンセンヌ）
- 4月 - アトランティック賞（アンギャン）
- 5月 - クリテリウム4歳（ヴァンセンヌ）
- 6月 - レーヌ・ヴァリエール賞（ヴァンセンヌ）、アルベール・ヴィエル賞（ヴァンセンヌ）
- 9月 - エトワール賞（ヴァンセンヌ）、クリテリウム5歳（ヴァンセンヌ）

### 騎乗速歩競走のG1
- 12月 - ヴァンセンヌ賞
- 1月 - コルニュリエ賞
- 2月 - サントール賞
- 6月 - 共和国大統領賞、エッセ賞
- 9月 - ノルマンディー賞、エリート賞

## 主な競馬場
- パリロンシャン競馬場
- シャンティイ競馬場
- ドーヴィル競馬場
- ヴァンセンヌ競馬場
- オートゥイユ競馬場
- サンクルー競馬場
- メゾンラフィット競馬場
- フォンテーヌブロー競馬場（フランス語版）
- クレールフォンテーヌ競馬場（英語版、フランス語版）
- ヴィシー競馬場（フランス語版）
- リヨン競馬場（フランス語版）
- トゥールーズ競馬場（フランス語版）
- アンギャン競馬場（フランス語版）

## 日本への遠征
→詳細は「海外調教馬による日本への遠征」を参照。